# Annulohypoxylon hians
Annulohypoxylon hians är en svampart som först beskrevs av Berk. & Cooke, och fick sitt nu gällande namn av Y.M. Ju, J.D. Rogers & H.M. Hsieh 2005. Annulohypoxylon hians ingår i släktet Annulohypoxylon och familjen kolkärnsvampar.   Inga underarter finns listade i Catalogue of Life.